# Swing Parade of 1946
Swing Parade of 1946 is een Amerikaanse muziekfilm uit 1946 onder regie van Phil Karlson.

## Verhaal
De zangeres Carol Lawrence brengt een bezoek aan de nieuwe nachtclub van Danny Warren. Diens vader Daniel wil liever dat hij gaat werken in het familiebedrijf. Wanneer Carol aankomt in de club, denkt Danny dat ze door zijn vader is gestuurd om hem uit de zaak te kopen.

## Rolverdeling
| Acteur         | Personage         |
| -------------- | ----------------- |
| Gale Storm     | Carol Lawrence    |
| Phil Regan     | Danny Warren      |
| Moe Howard     | Moe               |
| Larry Fine     | Larry             |
| Curly Howard   | Curly             |
| Connee Boswell | Connee Boswell    |
| Louis Jordan   | Louis Jordan      |
| Will Osborne   | Will Osborne      |
| Edward Brophy  | Moose             |
| Mary Treen     | Marie Finch       |
| Russell Hicks  | Daniel Warren sr. |
| Windy Cook     | Mime              |
| John Eldredge  | Bascomb           |
| Leon Belasco   | Pete              |